# Majidea
Genre
Classification APG III (2009)
Majidea est un genre de la famille des Sapindaceae. 
Il comprend plusieurs espèces originaires d'Afrique équatoriale et de Madagascar. 
Majidea zanguebarica a été introduit dans de nombreux pays comme plante ornementale et ses graines sont utilisées dans l'artisanat.

## Liste des espèces
Selon The Plant List :
- Majidea cyanosperma (A. Chev.) Radlk.
- Majidea forsteri (Sprague) Radlk.
- Majidea multijuga (Radlk.) Radlk.
- Majidea zanguebarica J. Kirk ex Oliv.